# Дуб смерті
Дуб смерті — народна назва великого дуба, який ріс у Дібрівському лісі, що знаходиться в Покровському районі Дніпропетровської області. Товщина його стовбуру була до 5 метрів, радіус крони — понад 20 м. Вік дуба був близько 400 років. На сьогодні Дуба смерті вже немає.
Дуб смерті — важлива історична пам'ятка. Легенди пов'язують його з кошовим отаманом Іваном Сірком, який неподалік розгромив татарське військо. Після громадянської війни дуб почали називати «Дубом смерті», через те, що нібито на Дубі смерті махновці вішали людей, які боролися або співчували радянській владі. Але чутки про страту людей на ньому керівником селянського повстанського руху Нестором Махном офіційно не підтвердились. Натомість за спогадами місцевих старожилів, банда Петренка, котра діяла в Дібрівському лісі, розстріляла там 24 жителів села Великомихайлівка. Після знищення банди поблизу дуба було знайдено 24 могили.
У Дуб смерті неодноразово влучали блискавки, одна з яких розколола його навпіл. У 2002 році дуб підпалили невідомі.
Зараз на честь Нестора Махна на місці Дуба смерті встановлено пам'ятний камінь.